# Knorozy
Knorozy (białorus. Кнаразы) – wieś w Polsce położona w województwie podlaskim, w powiecie bielskim, w gminie Bielsk Podlaski.

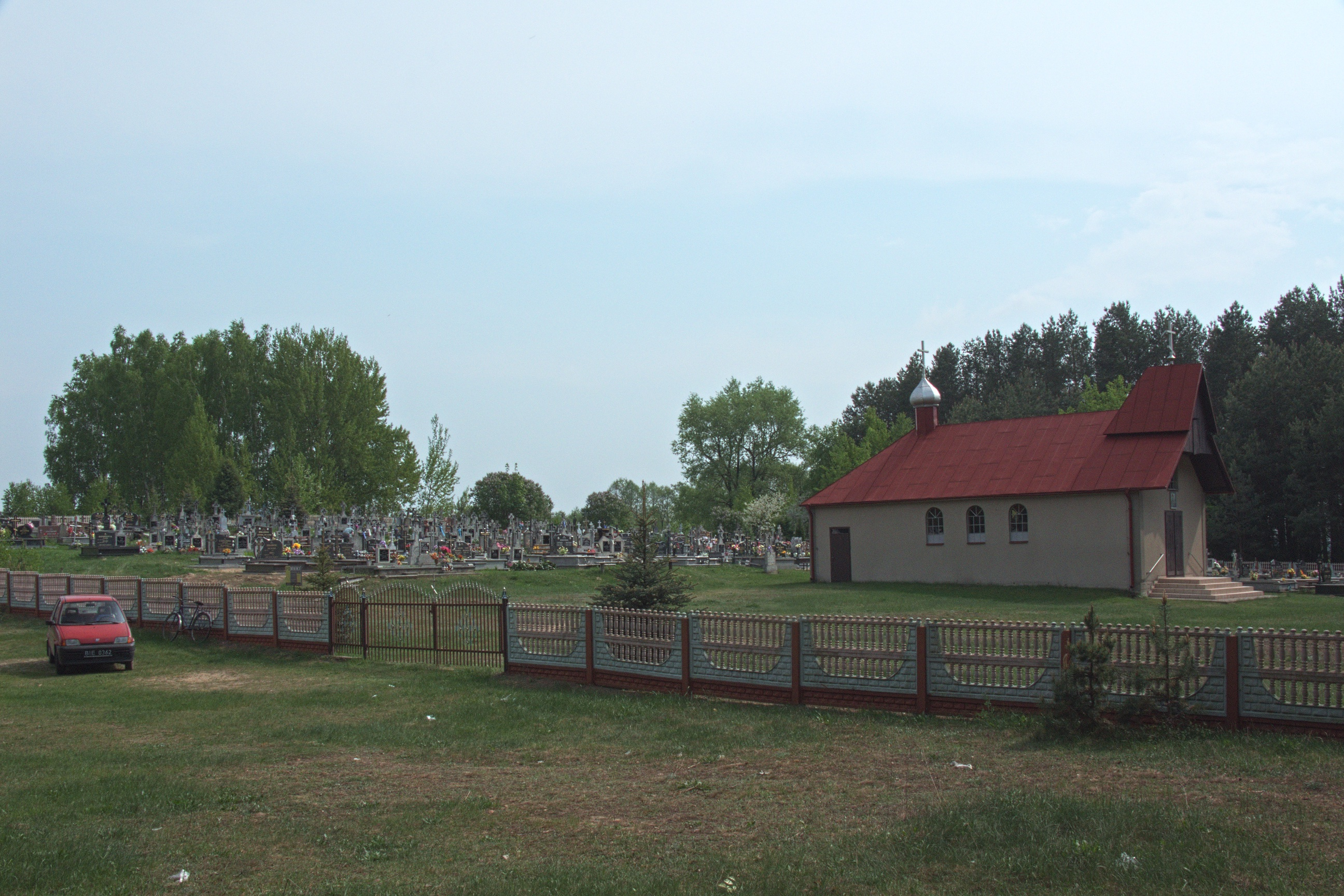
Kaplica Kazańskiej Ikony Matki Bożej na miejscowym cmentarzu

## Historia
Knorozy to dawna wieś królewska, która w 1795 roku położona była w starostwie bielskim w ziemi bielskiej województwa podlaskiego.
Według Pierwszego Powszechnego Spisu Ludności z 1921 roku Knorozy były wsią liczącą 92 domy i 315 mieszkańców (167 kobiet i 148 mężczyzn). Większość mieszkańców miejscowości zadeklarowała wówczas wyznanie prawosławne (303 osoby), pozostali zgłosili wyznanie rzymskokatolickie (12 osób) Podział religijny mieszkańców miejscowości niemal całkowicie pokrywał się z ich strukturą narodowo-etniczną, bowiem większość mieszkańców miejscowości podała narodowość białoruską (302 osoby), zaś reszta zgłosiła narodowość polską (13 osób). W okresie międzywojennym wieś znajdowała się w gminie Pasynki.
W latach 1975–1998 miejscowość administracyjnie należała do województwa białostockiego.

## O wsi
We wsi znajduje się cmentarz prawosławny z kaplicą pod wezwaniem Kazańskiej Ikony Matki Bożej, podlegającą parafii w Ploskach. Natomiast wierni kościoła rzymskokatolickiego należą do parafii Matki Bożej z Góry Karmel w Bielsku Podlaskim.